# Polyporus anthracophilus
Polyporus anthracophilus är en svampart som beskrevs av Cooke 1883. Polyporus anthracophilus ingår i släktet Polyporus och familjen Polyporaceae.   Inga underarter finns listade i Catalogue of Life.